# Protesta dels agricultors a Europa de 2024
Les protestes dels agricultors a Europa de 2024 és un seguit de protestes que estan succeint des del desembre de 2023. El motiu es remunta a la pràctica de polítiques medioambientals i econòmiques restrictives europees, perquè, segons alguns camperols, aquestes polítiques s'han dedicat durant anys a beneficiar les explotacions de recursos, sense valorar el treball i dedicació dels agricultors.
Aquestes polítiques també han proporcionat altres conseqüències com les retallades del dièsel agrícola, recurs molt important per al treball de les terres. Els camperols estan enfadats també per alguns pactes comercials i econòmics amb altres països o coalicions econòmiques com Ucraïna, el Marroc i el Mercosur.

## Antecedents
Aquesta revolta es va originar a causa de les polítiques mediambientals restrictives proposades i posades en pràctica pels governs nacionals europeus o per la mateixa Unió Europea. Una de les més cridaneres, que va ser el detonant que va ocasionar el començament d'aquestes revoltes en massa, va ser el Pacte Verd Europeu, aprovat el 2020. Aquest pacte és un conjunt d'iniciatives polítiques de la Comissió Europea amb l'objectiu general de fer que la Unió Europea sigui climàticament neutral el 2050. Entre algunes altres propostes de la iniciativa de la UE, la que desagrada als agricultors és la política d'agricultura sostenible, que compta amb mesures que promouen tècniques agrícoles que respectin el medi ambient amb l'estratègia "De la granja a la taula", a la qual s'hi arriba a base de càstigs, penalitzacions i sancions. Aquesta proposta no està sota l'aprovació dels obrers, pagesos i agricultors, els quals s'han organitzat i han posat en marxa una gran quantitat de revoltes per tot el vell continent. Segons aquests, les polítiques imposades s'han dedicat durant tots aquests anys a beneficiar grans explotacions, sense importar-los el treball de les classes obreres del camp. La retallada a l'ajuda al dièsel agrícola és un bon exemple: sota el pretext de la protecció del medi ambient, els resultats són perjudicials per als petits i mitjans agricultors, que són els que més utilitzen aquest combustible subvencionat, ja que utilitzen menys pesticides i aposten pel cultiu mecànic del sòl mitjançant màquines. Aquestes són algunes de les raons per les quals les mesures europees han ocasionat danys al sector agrari i als seus contribuents. El comissari europeu d'Agricultura i Desenvolupament Rural, Janusz Wojciechowski, va argumentar que s'ha de tenir en compte l'opinió dels agricultors, tot i que la majoria de treballadors agrícoles apunten contra ell en argumentar contra aquestes mesures.

## Mobilitzacions agrícoles

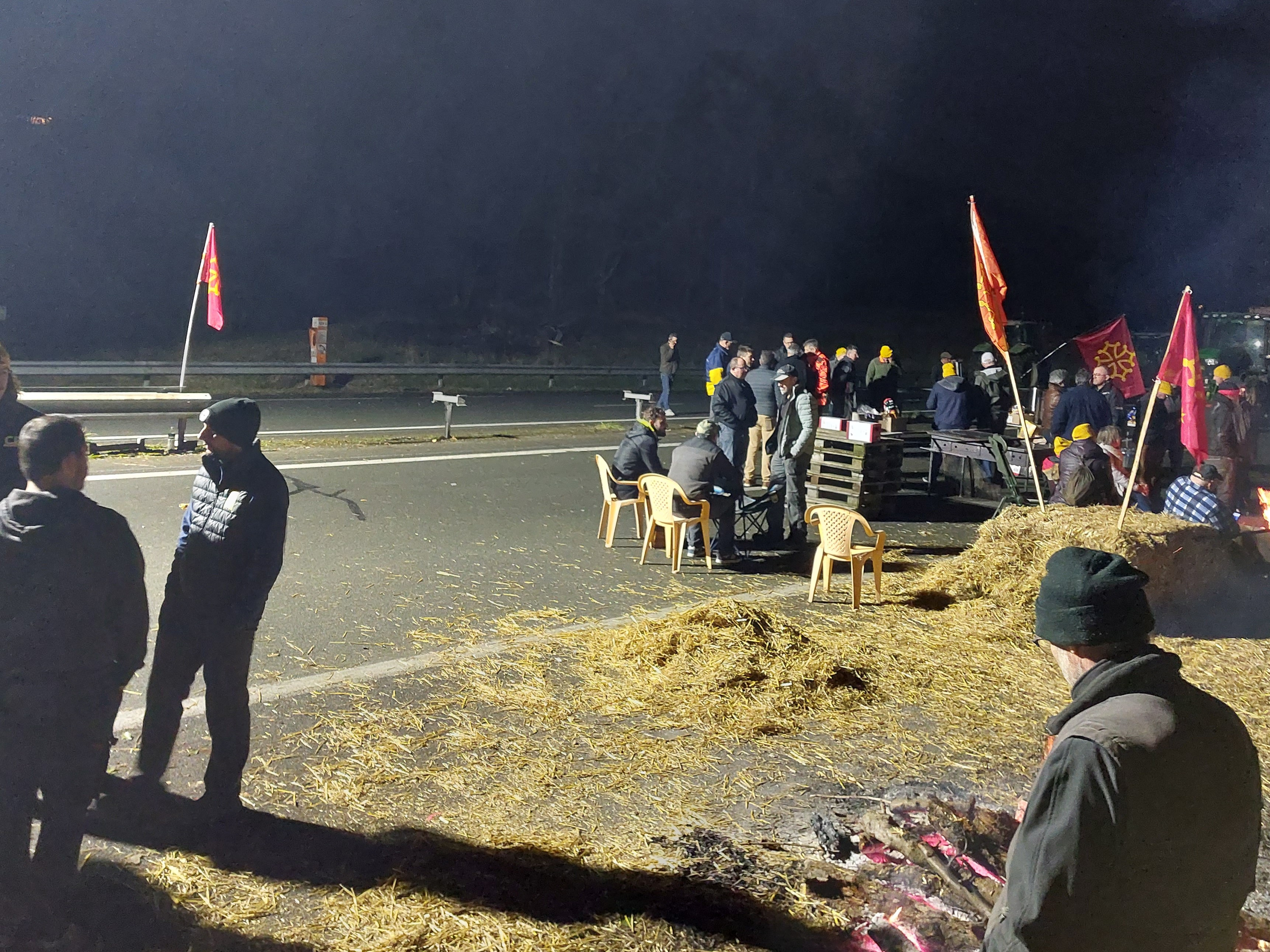
Els agricultors occitans bloquegen al nivell d'Agen l'autopista Bordeus-Tolosa el 24 de gener

La primera de totes aquestes mobilitzacions a Europa es remunten a la fi de 2023 amb la revolta agrícola a Berlín de desembre on fins a 1000 conductors de tractor van posar en marxa els seus tractors arribant a bloquejar diversos carrers de la capital alemanya. Aquesta mobilització es va dur a terme pel fet que els agricultors alemanys alagaron que la seva maquinària pesant només funciona amb dièsel i que encara no poden canviar a electricitat, atacant a la política de la Unió Europea que va provocar la fi de les retallades d'impostos del dièsel agrícola.
El 31 de gener de 2024, els pagesos van anunciar que volien bloquejar l'autopista A9 que connecta la regió d'Occitània amb Catalunya, un eix vital d'intercanvi econòmic entre França i Espanya.